# Педосфера
Педосфера (от греч. πέδον «грунт» + σφαίρα «шар») — почвенная оболочка Земли, аналогична другим земным оболочкам — геосферам: литосфере, гидросфере, атмосфере.

## Описание
Почвенный покров земного шара покрывает почти без разрывов всю поверхность континентов и островов. Академик В. И. Вернадский в состав педосферы включал аналогичный слой илов водных бассейнов.
Как синоним термина «педосфера» используется понятие «почвенный покров Мира» или Земли, потому что составляющие педосферу почвы покрывают большую часть поверхности земной суши. Изучению педосферы посвящена особая природно-историческая наука — почвоведение. Впервые термин «педосфера» был введён в научный оборот профессором Московского университета А. А. Яриловым в его монографии «Педология как самостоятельная естественнонаучная дисциплина о земле», изданной в 1905 г. в Юрьевском университете (ныне Тарту, Эстония). Сейчас этот термин достаточно широко используется в научно-исследовательской литературе и учебниках по почвоведению.

## Происхождение и состав
Педосфера образовалась в результате многовекового воздействия атмосферной влаги, солнечного тепла, растительного и животного мира на поверхностные слои горных пород земной суши. Вследствие разнообразия природных условий в разных зонах и регионах мира очень разнообразны и почвы, составляющих его почвенный покров (педосферы).
В педосфере насчитывают сотни основных типов и много видов и разновидностей почв, различающихся по строению, физическим и химическим свойствам, гидротермического режима, состава и жизнедеятельности почвенной биоты (живущие в почве живые существа, включая микроорганизмы). Распространения различных типов и видов почв на земной поверхности и пространственная структура (строение) почвенного покрова имеют вполне закономерный зонально-географический характер и обусловлены совокупным взаимодействием биоклиматических и литолого-геоморфологических факторов почвообразования. Закономерности географического распространения почв и структуру почвенного покрова изучает специальная научная дисциплина — география почв. Общую картину структуры педосферы в наиболее наглядном и систематизированном виде отражают мировые почвенные карты и карты почвенно-географического районирования.
Почвенные карты служат целям развития науки и человеческого общества, обеспечивая базис для описания и систематизации почв (как природных тел) в биосфере и качественной и количественной оценки важнейших свойств почвы для рационального управления этим важным природным ресурсом. Почвенные карты содержат информацию, которая может быть полезна не только для учёных-почвоведов, но и для региональных управленцев, ландшафтных архитекторов, специалистов по охране окружающей среды, санитарным врачам, работникам сельского хозяйства, лесоводам и другим.

## Планетарные функции
Несмотря на малую мощность (толщину) — всего от нескольких сантиметров до полутора-двух метров, — педосфера выполняет множество планетарных функций, имеющих важное экологическое значение для жизни на Земле, прежде всего для живого мира суши, включая и человека с его хозяйственной деятельностью.
Среди множества функций, осуществляемых почвами в различных наземных экосистемах и биосфере в целом наибольшее значение имеют те, которые характеризуют педосферу как уникальную среду проживания и жизнедеятельности живых существ. Уникальность проявляется в том, что, будучи тонкой земной оболочкой, почвенный покров характеризуется высокой плотностью жизни и большим видовым разнообразием населяющих его живых существ. Действительно, по исследованиям биологов более 92 % генетически различных видов растений и животных, известных на Земле, является сухопутными и живут в или на грунте. В системе почва-растение происходит большой двусторонний процесс аккумуляции и деструкции органического вещества, что обеспечивает восстановление и циклический характер жизни на Земле.
Очень важной и наиболее широко известной функцией почв является их биологическая продуктивность (на сельскохозяйственных землях — плодородие), то есть способность обеспечивать растения элементами питания, влагой, воздухом и теплом и тем самым воспроизводить жизнь растений, давать урожай. Использование основательного плодородия даёт человеку более 98 % всех продуктов питания и большое количество разнообразного сырья для промышленного производства. Поэтому на протяжении всей истории человечества борьба за плодородие почвы всегда была на одном из первых мест.

## Структура
Педосфера покрывает почти всю Землю:
- Наземные почвы
- Субаквальные или подводные почвы — илы
- Пойменные заливные почвы
- Сельскохозяйственные заливные почвы (рисовые)
- Донные отложения.

Площадь педосферы — 400 млн кв. км.
Для сравнения: вся суша — 149 млн кв. км. Все воды — 361 млн кв. км.